# Seraphim von Glastonbury
Seraphim von Glastonbury, mit bürgerlichem Namen William Henry Hugo Newman-Norton (* 27. Februar 1948 in London), ist ein britischer Geistlicher, Metropolit und Oberhaupt der Britisch-Orthodoxen Kirche. Mit und in dieser war er von 1996 bis 2015 Mitglied der Koptischen Kirche.

## Leben
Nach seiner Diakonweihe 1969 wurde ihm das Sakrament der Priesterweihe am 27. Februar 1971 gespendet. 1994 wurde er Mönch des Klosters Holy Virgin Mary (El-Surian) in Wadi El Natrun, Ägypten und bekam den Namen Seraphim El-Suriani. Am 19. Juni 1994 wurde er Metropolit der Britisch-Orthodoxen Kirche.
Seraphim von Glastonbury ist Autor zahlreicher theologischer Schriften.